# Дамба, Хуреш-оол Кара-Салович
Хуреш-оол Кара-Салович Дамба (20 июня 1943 — 25 июня 1993 года) — композитор, лауреат премии Ленинского комсомола Тувы.

## Биография
Родился 20 июня 1943 года в местечке Шуй Бай-Тайгинского кожууна в семье арата-скотовода. В 1961 году Хуреш-оол поступил в Кызылское музыкальное училище, где обучается композиции у своего знаменитого земляка А. Б. Чыргал-оола, а позднее у Р. Д. Кенденбиля и С. М. Крымского. Сочинял, в основном, песни, но появилась и первая фортепианная пьеса — «Тувинский танец».
В 1965 году Хуреш-оол поступил на подготовительный факультет в класс А. Ф. Яковлева Новосибирской государственной консерватории, в 1967 году становится студентом первого теоретико-композиторского факультета. Несколько значительных произведений созданы Х. Дамба в консерваторские годы для фортепиано: «Три тувинских танца» — сюита, соната — первая в тувинской профессиональной музыке. В струнном квартете композитор использовал народные мелодии: первая часть «Конгургай» — моторного характера, вторая часть «Самагалтай» — вариации, третья часть — «Буура» — «Верблюжий утёс».
В 1971 году написан необычный концерт для четырёх литавр, струнного оркестра, фортепиано и клавесина. Дипломной работой при окончании консерватории стала программная симфоническая поэма «Моя Тува», основанная как на фольклорном, так и собственном материале.
При возвращении в Туву, Х. Дамба в течение ряда лет работал преподавателем Кызылского училища искусств, затем — в педагогическом институте и республиканской школе искусств. В 1973 году был принят в члены Союза композиторов РСФСР, а с 1978 года, когда был организован Союз композиторов Тувы, стал его ответственным секретарём. В 1970-80-е годы композитор впервые серьёзно работал в сфере хоровой и кантатно-ораториальной музыки. Он создал две хоровые сюиты, основанные на фольклорном материале «Декей-оо», и «Тувинские народные песни», «Поэму о Ленине» для чтеца, смешанного хора и фортепьяно, кантату «Слава коммунистической партии» для чтеца, смешанного хора и симфонического оркестра на слова С. Молдурга, Ю. Кюнзегеша и С. Пюрбю. В эти же годы работал в жанре театральной и киномузыки (мелодии к художественному фильму «Танец орла» и детскому спектаклю «Волшебная свирель» по пьесе Е.Тановой. Умер 25 июня 1993 года. По инициативе потомков композитора на доме № 38 по улице Кудурукпай в селе Шуй, в котором проживал Хуреш-оол Кара-Салович Дамба, будет установлена мемориальная доска с его именем.

## Награды и звания
- лауреат премии Ленинского комсомола Тувы.

## Сочинения
Список основных произведений Х. К. Дамба:
Симфонические произведения.
- Симфоническая поэма «Моя Тува»,
- Концерт для четырёх литавр, челесты и камерного оркестра.
- Оркестровая сюита 1
- Оркестровая сюита 2
- Концерт для флейты с оркестром,
- Концерт для симфонического оркестра.

Камерно-инструментальные произведения:
- «Три тувинских танца» для фортепьяно
- Фортепианная сюита, Соната для фортепьяно
- Пьесы для фортепьяно, виолончели и фортепьяно, скрипки и фортепьяно
- Пьесы для квинтета баянистов
- Струнный квартет

Хоровые и кантатно-ораториальные жанры.
- Хоровая сюита 1 «Декей-оо»
- Хоровая сюита 2 «Тувинские народные песни»
- «Поэма о Ленине» для чтеца, смешанного хора и фортепьяно
- Кантата «Слава коммунистической партии» для чтеца, хора и симфонического оркестра на сл. С. Молдурга, Ю. Кюнзегеша, С. Пюрбе.

Музыка в кино и театральная
- Музыка к художественному фильму «Танец орла»
- Музыка к детскому спектаклю «Волшебная стрела» по пьесе Е. Тановой. и др.